# Freenet TV connect

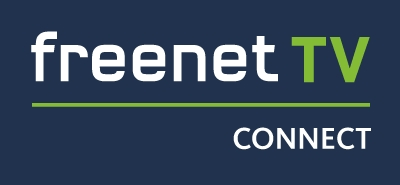
Logo von Freenet TV connect

Freenet TV connect ist eine HbbTV-Plattform von Media Broadcast. Der Telemediendienst wird über DVB-T2 und wurde parallel dazu bis zum 1. Januar 2021 über DVB-S (Astra 19,2° Ost) verbreitet. Über DVB-T2 im Multiplex von ZDFvision erfolgt der Zugriff auf die über HbbTV verbreiteten Programme. Sendestart war der 29. März 2017, Geschäftsführer sind Wolfgang Breuer (Vorsitzender) und Bruno Maineult. Freenet TV connect ist der Nachfolger der bisherigen Multithek, die über DVB-T und DVB-S ausgestrahlt wurde. Für ältere Geräte ist der Multithek-Dienst über das Internet weiterhin verfügbar.
Freenet TV connect bietet dabei dem Anwender Zugang zu diversen Mediatheken und TV-Sendern. Zu den Inhalten gehören beispielsweise die ARD- und die ZDF-Mediathek sowie ergänzend zum Freenet-TV-Angebot weitere, z. T. ausländische Fernsehkanäle wie France 24. Zudem bietet Freenet TV connect einfachen Zugang zu Nachrichten- und Informationsportalen, zu Shoppingkanälen, dem Spielecenter itsmy.TV und Kymba sowie einem Video-on-Demand-Portal speziell für Kinder. Neben der herkömmlichen Fernsehbedienung kann das TV-Angebot auch über eine mobile Webapp via Smartphone und Tablet gesteuert werden.

## Empfang
Für den Empfang von Freenet TV connect wird ein Zugang zum Internet und ein SmartTV-Gerät benötigt. Darüber hinaus kann für Fernseher ohne Smart-Funktionen oder ohne DVB-T2-Tuner ein Freenet TV connect-fähiger Receiver verwendet werden. Das Gerät muss zum HbbTV-Standard wenigstens die Vorgaben des Versionsstands 1.5 (von 2011) erfüllen. Anderenfalls sieht der Anwender nur ein Testbild, das ihm anzeigt, mit welcher (niedrigeren) HbbTV-Versionsnummer sein Gerät ausgestattet ist.
| Name der DVB-T2-Insel                                      | Kanal               | Sendeanlage/n |
| ---------------------------------------------------------- | ------------------- | --- |
| Baden-Baden                                                | 46 (674 MHz)        | Fremersbergturm, Merkurturm |
| Bremen/Unterweser                                          | 35 (586 MHz)        | Fernmeldeturm Bremen, Fernmeldeturm Schiffdorf                                                                                     |
| Hannover/Braunschweig                                      | 36 (594 MHz)        | Telemax, Hannover-Hemmingen, Hildesheim (Sibbesse), Heizkraftwerk Mitte, Fernmeldeturm Broitzem, Wolfsburg-Klieversberg            |
| München                                                    | 34 (578 MHz)        | Olympiaturm, Sender Wendelstein |
| Nürnberg                                                   | 34 (578 MHz)        | Fernmeldeturm Nürnberg |
| Hamburg                                                    | 33 (570 MHz)        | Heinrich-Hertz-Turm, Sender Hamburg-Rahlstedt                                                                                      |
| Kiel                                                       | 21 (474 MHz)        | Fernmeldeturm Kiel, Sender Kiel |
| Lübeck/Stockelsdorf                                        | 33 (570 MHz)        | Sender Lübeck, Sender Berkenthin                                                                                                   |
| Saarbrücken                                                | 55 (746 MHz)        | Sender Riegelsberg-Schoksberg |
| Rhein-Main                                                 | 22 (482 MHz)        | Europaturm, Feldberg, Fernmeldeturm Hohe Wurzel, Sender Darmstadt (HR)                                                             |
| Rhein-Neckar                                               | 41/46 (634/674 MHz) | Fernmeldeturm Mannheim, Heidelberg Königsstuhl, Fernsehturm Heidelberg, Sender Kettrichhof                                         |
| Köln/Bonn/Aachen                                           | 29 (538 MHz)        | Colonius, Sender Bonn-Venusberg, Mulleklenkes (Sender Aachen-Stadt)                                                                |
| Dortmund/Düsseldorf/Essen/Hagen/Langenberg/Wesel/Wuppertal | 29 (538 MHz)        | Florianturm, Sender Langenberg, Rheinturm, Fernsehturm Essen, Sender Hagen (WDR), Sender Wesel, Fernmeldeturm Wuppertal-Küllenhahn |
| Stuttgart/Reutlingen                                       | 55 (754 MHz)        | Stuttgarter Fernmeldeturm, Sender Reutlingen (Scheibengipfel)                                                                      |
| Berlin/Potsdam                                             | 33 (570 MHz)        | Berliner Fernsehturm, Fernmeldeturm Berlin-Schäferberg                                                                             |
| Rostock/Schwerin                                           | 46 (674 MHz)        | Sender Rostock-Toitenwinkel, Schweriner Fernsehturm                                                                                |
| Halle/Leipzig                                              | 49 (698 MHz)        | Funkturm Leipzig, Funkturm Halle                                                                                                   |
| Jena                                                       | 41 (634 MHz)        | Sender Jena |
| Magdeburg                                                  | 37 (602 MHz)        | Sender Magdeburg (Stadt) |

## Angebotene Fernsehprogramme
Derzeit (Stand: 5. Juni 2024) werden im Rahmen von Freenet TV connect folgende HbbTV-Dienste angeboten:
- Freenet TV connect-Portal
- Lokal-TV-Portal (Über 35 lokale Fernsehsender inklusive aller Regionalfeeds aus Bayern, Rheinland-Pfalz, Thüringen und Baden-Württemberg)
- Anixe HD Serie
- Bloomberg Television
- Comedy Central
- Euronews
- Der Aktionär TV
- Deluxe Music
- France 24 (Englisch)
- Kabel Eins Doku
- Hope TV
- Motorvision+
- MTV HD
- N24 Doku
- RiC
- Shop LC
- TLC
- QVC Style HD
- Sonnenklar.TV HD
- Welt der Wunder TV
- Couchplay
- Inplus (ehemals Insight TV)

Ehemalige hbb-TV-Dienste:
- 1-2-3.tv HD (ist nun regulär über Freenet TV empfangbar)
- CNN International
- Health TV
- NHK World-Japan
- QVC 2 HD (ist nun regulär über Freenet TV empfangbar)
- Ran Fighting (gegen zusätzliche Gebühr von 2,49 € pro Monat, der Sender wurde eingestellt)
- Rhein Main TV (jetzt über Lokal-TV-Portal)
- ServusTV Deutschland
- Spiegel TV
- Sportdigital
- TV Berlin